# Gabbie Hanna
Gabrielle Jeanenette "Gabbie" Hanna (Newcastle, Pennsylvania, 7 februari 1991) is een Amerikaanse internetpersoonlijkheid, youtuber, actrice, auteur en singer-songwriter. Haar carrière kwam van grond op de streamingdienst Vine en dit onder de naam The Gabbie Show. Een jaar later startte ze een Youtubekanaal onder dezelfde naam. In september 2017 publiceerde Hanna een dichtbundel, getiteld Adultolescence. De tweede dichtbundel Dandelion wordt in oktober 2020 verwacht. Ze maakte haar debuut in de muziekwereld met de single "Out Loud" in 2017. Verder bracht ze nog enkele singles uit en in 2019 een eerste ep genaamd 2WayMirror. In 2020 bracht ze haar tweede ep Bad Karma uit.

## Jeugd
Gabbie Hanna werd op 7 februari 1991 geboren in New Castle, Pennsylvania. Ze heeft vijf zussen en een broer en is van Libanese, Franse en Poolse afkomst. Hanna studeerde af aan de Universiteit van Pittsburgh met een diploma in psychologie en communicatiewetenschap. Na de universiteit werkte ze in een marketingbedrijf dat producten verkocht uit een winkel van Sam's Club, een warenhuisketen in de Verenigde Staten. Hier werkte ze zich al snel op en werd ze snel de beste verkoopster voor het bedrijf in de Verenigde Staten. Ze verhuisde zelfs naar Cleveland, Ohio, om mee een nieuwe branche van het bedrijf te ontwikkelen. Ze nam echter ontslag nadat ze had opgemerkt dat het bedrijf gebaseerd was op een piramideschema. Vervolgens verhuisde Hanna naar Los Angeles, Californië, om een carrière als actrice op te bouwen, alsook zich te focussen op haar rol als influencer.

## Carrière

### 2013—2016: Succes op Vine en YouTube
Hanna begon verscheidene korte skits te uploaden op de app Vine, eind 2013. Later zou ze erkenning krijgen voor haar activiteit op de app, waar ze zo een vijf miljoen volgers wist te vergaren. In 2014 startte ze een YouTube-kanaal onder dezelfde naam als haar Vine-account: The Gabbie Show, wat later werd veranderd naar Gabbie Hanna. Op dit kanaal heeft ze al meer dan een miljard weergaven behaald en maar liefst 6,6 miljoen abonnees. In 2015 wonnen Hanna en danspartner Matt Steffanina het vierde seizoen van de danswedstrijd en webserie Dance Showdown. Hier won Hanna een auto mee. Nadat Vine werd afgesloten in 2016, besloot Hanna om zich te focussen op YouTube. Ondertussen had ze zich ook al een tweede kanaal aangemeten voor vlogs, genaamd The Gabbie Vlogs. Later hernoemde ze dit naar More Gabbie Hanna. In het najaar van 2016 voegde Hanna zich bij de cast van de playback-tournee Drop the Mic, samen met andere youtubers.

### 2017–2018:Adultolescenceen acteer- en zangcarrière
In september 2017 bracht Hanna een verzameling gedichten uit, gebundeld in haar boek Adultolescence. Dit is een samentrekking van het Engelse adult ("volwassene") en adolescence ("adolescentie"). In dezelfde maand bracht ze haar eerste single uit, getiteld "Out Loud". De videoclip en plannen voor een muziekalbum volgden niet veel later. Haar tweede single "Satellite" bracht ze twee manden later uit. Deze is echter – om onbekende redenen – van streamingdiensten gehaald. Een paar maanden nadien voegde Hanna zich bij het socialemediateam van MTV. Zo presenteerde ze in de backstageruimte van de MTV Video Music Awards – ook wel VMA's genoemd – in 2017. In datzelfde jaar was ze deel van de vaste cast in het tweede seizoen van Escape the Night. Dit is een webserie op YouTube Premium, bedacht en uitgevoerd door Joey Graceffa.
In 2018 werkte Hanna verder aan haar muziekcarrière. Zo bracht ze de promotiesingle "Roast Yourself (Harder)" uit, waarin ze sprak over hoe socialemediasterren leven. Dit werd snel opgevolgd door haar derde single "Honestly" en het bisnummer "Honestly (Encore)". Na verloop van tijd maakte Hanna duidelijk dat ze in 2019 haar album This Time Next Year wilde uitbrengen. Een concrete releasedatum of tracklist maakte ze echter nog niet bekend. In oktober 2018 bracht ze de single "Monster" en het bisnummer "Monster (Reborn)" uit. In december van hetzelfde jaar bracht ze haar eerste reeks merchandise op Amazon uit.
Hanna werd het onderwerp van een virale meme in het begin van december 2018. Eerder dat jaar was ze te zien in een interview van Genius, Verified. Hier zong ze het lied "Monster" a capella. Men ondervond echter technische problemen: de microfoon kon haar stemgeluid niet goed verwerken. Verscheidene fans maakten videobewerkingen op het clipje waar het falen van de microfoon optrad, met onder andere toevoeging van stemvervormingen en vines. Deze video's gingen viraal en verkregen heel wat media-aandacht. Hanna's reactie hierop was het creëren van merchandise met haar gezicht van op de meme centraal. Sinds december is ze ook bezig met een tweede muziekalbum.

### 2019–heden:2WayMirror, Bad KarmaenThis Time Next Year
Hanna en collega-youtuber Tana Mongeau ontvingen veel negatieve reacties nadat ze in december 2018 een product hadden gepromoot – tien make-upborstels voor 10 Amerikaanse dollar – van een cosmeticawebsite die blijkbaar de klanten heeft bedrogen door te overdrijven over de kwaliteit en de originele prijs van de borstels. In januari 2019 maakte Hanna een formele verontschuldiging in een interview met youtuber iNabber. Hierin vermeldde ze dat ze zich zelf misleid voelde door het bedrijf.
Een maand later, op 2 februari 2019, bracht Hanna een nieuwe single uit, "Medicate", die veel positieve beoordelingen heeft ontvangen. Hanna maakte niet veel later bekend dat de komende maanden veel muziek van haar gepland staat. Op 31 mei loste ze de videoclip van haar nieuwe single "Butterflies", samen met haar ep 2WayMirror. De week daarna bracht ze de videoclip uit van "Perfect Day (A True Story)", wat ook op de ep staat. Een maand later liet ze via Instagram weten dat ze nog aan het laatste nummer van This Time Next Year bezig was. Ook bevestigde ze dat een gereproduceerde versie van "Roast Yourself (Harder)" – nu hernoemd naar "Antisocial Media" – ook op het album staat. Weer een maand later, op 17 augustus, bracht ze de muziekvideo van "Pillowcase" uit.
Op 16 november 2019 publiceerde Hanna de videoclip van "Broken Girls", van haar ep 2WayMirror. Tien dagen later bracht ze de eerste aflevering uit van haar podcast Box of Thoughts, samen met Irene Walton. Op 20 december maakte ze bekend dat haar boek Adultolescence vanaf januari 2020 in Urban Outfitters te koop zou zijn.
Hanna maakte op 11 april 2020 bekend dat haar tweede ep, Bad Karma, klaar was voor vooruitbestelling. De eerste single "Dandelion" kwam op 17 april 2020 uit. De tweede single "Glass House" werd op 1 mei 2020 uitgebracht. De volledige ep werd op 15 mei 2020 vrijgegeven. Een dag hierna kreeg de titeltrack "Bad Karma" een muziekvideo. Op 14 juni kreeg ook "Special" een videoclip.

## Discografie

### Albums
| Titel               | Datum                  | Label  | Drager |
| ------------------- | ---------------------- | ------ | ------ |
| This Time Next Year | Wordt verwacht in 2020 | N.n.b. | N.n.b. |

### Extended plays
| Titel      | Datum       | Label         | Drager                       |
| ---------- | ----------- | ------------- | ---------------------------- |
| 2WayMirror | 31 mei 2019 | Onafhankelijk | Digitale download, streaming |
| Bad Karma  | 15 mei 2020 | Onafhankelijk | Digitale download, streaming |

### Singles
| Titel               | Datum            | Album        |
| ------------------- | ---------------- | ------------ |
| "Out Loud"          | 7 september 2017 | Zonder album |
| "Satellite"         | 21 november 2017 | Zonder album |
| "Honestly"          | 15 augustus 2018 | Zonder album |
| "Honestly (Encore)" | 15 augustus 2018 | Zonder album |
| "Monster"           | 26 oktober 2018  | Zonder album |
| "Monster (Reborn)"  | 26 oktober 2018  | Zonder album |
| "Medicate"          | 1 februari 2019  | 2WayMirror   |
| "Butterflies"       | 31 mei 2019      | 2WayMirror   |
| "Dandelion"         | 17 april 2020    | Bad Karma    |
| "Glass House"       | 1 mei 2020       | Bad Karma    |

### Promotiesingles
| Titel                                          | Datum           | Album               |
| ---------------------------------------------- | --------------- | ------------------- |
| "Roast Yourself (Harder)" / "Antisocial Media" | 1 augustus 2018 | This Time Next Year |

## Tournees

### Hoofdact
- Adultolescence Book Tour (2017)
- Verwachte 2WayMirror Tour (n.n.b.)

### Mede-hoofdact
- Drop the Mic (2016) (met Ricky Dillon, Chachi Gonzales en Andrew Lowe)

## Prijzen en nominaties
| Jaar | Prijs                    | Categorie              | Ontvanger                   | Resultaat   |
| ---- | ------------------------ | ---------------------- | --------------------------- | ----------- |
| 2016 | Shorty Awards            | YouTube Comedian       | The Gabbie Show             | Genomineerd |
| 2016 | Teen Choice Awards       | Choice Webster: Vrouw  | The Gabbie Show             | Genomineerd |
| 2016 | Teen Choice Awards       | Choice Viner           | The Gabbie Show             | Genomineerd |
| 2017 | Shorty Awards            | Vlogger van het Jaar   | The Gabbie Vlogs            | Genomineerd |
| 2018 | iHeartRadio Music Awards | Sociale Ster           | Gabbie Hanna                | Genomineerd |
| 2018 | Shorty Awards            | YouTuber van het Jaar  | Gabbie Hanna                | Genomineerd |
| 2018 | Shorty Awards            | Best YouTube-Ensemble  | Vlog Squad                  | Gewonnen    |
| 2018 | Streamy Awards           | "Creator" van het Jaar | Gabbie Hanna                | Genomineerd |
| 2018 | Streamy Awards           | "First Person"         | Gabbie Hanna                | Genomineerd |
| 2018 | Streamy Awards           | Verhaalverteller       | Gabbie Hanna                | Gewonnen    |
| 2018 | Streamy Awards           | Ensemble Cast          | David Dobriks Vlog          | Gewonnen    |
| 2019 | Teen Choice Awards       | Choice Comedy Webster  | Gabbie Hanna                | Genomineerd |
| 2019 | Streamy Awards           | Ensemble Cast          | Escape The Night: Seizoen 4 | Genomineerd |

- Library of Congress Control Number: n2017041052
- MusicBrainz: 91b76257-4483-4418-9473-3591d77c0351
- Virtual International Authority File: 28150030591010961181
- WorldCat: E39PBJfh6P6Ykv3rjPYt3gHKVC